# Kobylak (Zielonka)
Kobylak – część miasta (SIMC 0010228) Zielonki, w województwie mazowieckim, w powiecie wołomińskim. Dawniej samodzielna wieś, w 1993 podzielna między Zielonkę i Kobyłkę (jako dzielnica Kobylak). Kobylak zielonecki leży w północnej części Zielonki (w zachodniej części obszaru zabudowanego), przy granicy z Kobyłką (dzielnicą Kobylak), nad Długą.
Jeden z najstarszych przysiółków kobyłeckich, istniejących jeszcze przed parcelacją majątku.
W latach 1867–1928 parcela w gminie Radzymin, a 1928–1954 w gminie Kobyłka w powiecie radzymińskim. 20 października 1933 utworzył gromadę w granicach gminy Kobyłka, składającą się z wsi Kobylak i kolonii Michnowizna.
Od 1 lipca 1952 w powiecie wołomińskim. Tego samego dnia włączony do gminy Zielonka.
W związku z reorganizacją administracji wiejskiej jesienią 1954 Kobylak wszedł w skład gromady Ossów, a po jej zniesieniu w skład gromady Wołomin.
W 1971 roku Kobylak liczył 436 mieszkańców.
W związku z reaktywowaniem gmin 1 stycznia 1973 Kobylak wszedł w skład nowo utworzonej gminy Wołomin. 1 czerwca 1975 gmina weszła w skład stołecznego województwa warszawskiego.
1 stycznia 1993 wieś Kobylak wyłączono z gminy Wołomin, po czym 94,50 ha (część południową) włączono do Zielonki, 35,20 ha (część północną) do Kobyłki, z których utworzono dzielnicę Kobylak.